# Supersport-Weltmeisterschaft

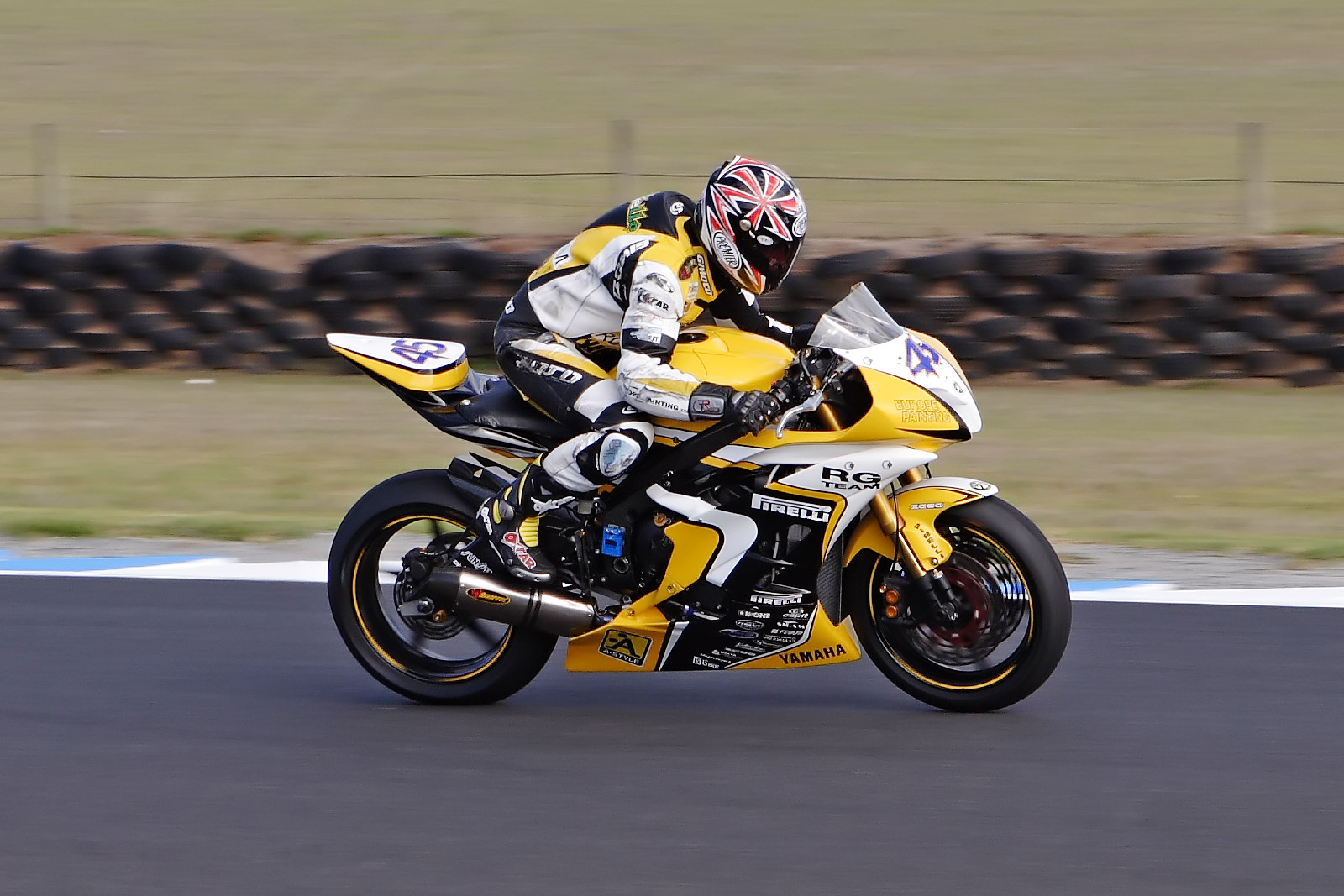
Yamaha-YZF-R-6-Supersport-Maschine 2007

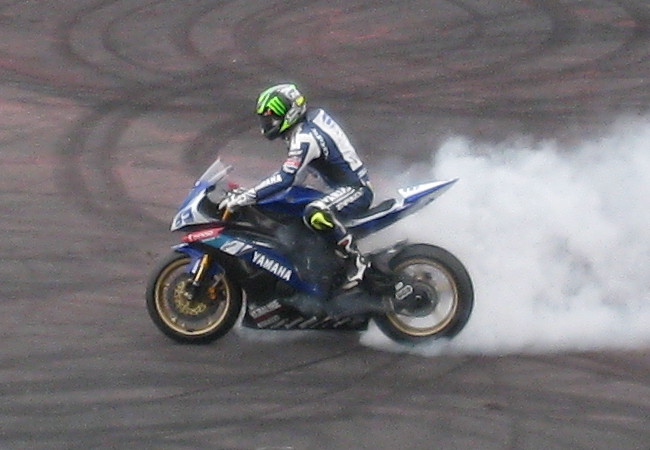
Cal Crutchlow – Supersport-Weltmeister 2009

Die Supersport-Weltmeisterschaft ist eine Weltmeisterschaft für Fahrer seriennaher Motorräder und deren Konstrukteure, die seit 1999 unter dem Dach der Fédération Internationale de Motocyclisme (FIM) ausgetragen wird. Die Rennen finden im Rahmen der Superbike-Weltmeisterschaft statt und sind wegen der hohen Leistungsdichte der Motorräder oft sehr knapp.
Einen Supersportler im Sinne der Supersport-Weltmeisterschaft treibt ein Vierzylindermotor mit bis zu 600 cm³ Hubraum, ein Dreizylindermotor mit bis zu 800 cm³ Hubraum oder ein Zweizylindermotor mit bis zu 1000 cm³ Hubraum an.
Der erste Sieger der Klasse am 28. März 1999 im südafrikanischen Kyalami war der Brite Iain MacPherson auf Kawasaki, ohne Berücksichtigung der Weltserie. Rekordweltmeister ist der Türke Kenan Sofuoğlu mit fünf gewonnenen Titeln.

## Supersport-Serien
| 1990–1995 | Supersport-EM (Europameisterschaft)  |
| 1996      | Supersport-OM (offene Meisterschaft) |
| 1997–1998 | Supersport-WS (Weltserie)            |
| seit 1999 | Supersport-WM (Weltmeisterschaft)    |

## Supersport-Weltmeister
| Jahr | Fahrertitel           | Motorrad               | Herstellertitel |
| ---- | --------------------- | ---------------------- | --------------- |
| 1990 | Howard Selby          | Yamaha FZR 600         |                 |
| 1991 | Luis d’Antin          | Honda CBR 600 F        |                 |
| 1992 | Stefan Scheschowitsch | Honda CBR 600 F        |                 |
| 1993 | Michaël Paquay        | Honda CBR 600 F        |                 |
| 1994 | Yves Briguet          | Honda CBR 600 F        |                 |
| 1995 | Michaël Paquay        | Ducati 748 SP          |                 |
| 1996 | Fabrizio Pirovano     | Ducati 748 SP          |                 |
| 1997 | Paolo Casoli          | Ducati 748 SP          | Ducati          |
| 1998 | Fabrizio Pirovano     | Suzuki GSX-R 600       | Suzuki          |
| 1999 | Stéphane Chambon      | Suzuki GSX-R 600       | Yamaha          |
| 2000 | Jörg Teuchert         | Yamaha YZF-R 6         | Yamaha          |
| 2001 | Andrew Pitt           | Kawasaki Ninja ZX-6R   | Yamaha          |
| 2002 | Fabien Foret          | Honda CBR 600 FS       | Suzuki          |
| 2003 | Chris Vermeulen       | Honda CBR 600 RR       | Honda           |
| 2004 | Karl Muggeridge       | Honda CBR 600 RR       | Honda           |
| 2005 | Sébastien Charpentier | Honda CBR 600 RR       | Honda           |
| 2006 | Sébastien Charpentier | Honda CBR 600 RR       | Honda           |
| 2007 | Kenan Sofuoğlu        | Honda CBR 600 RR       | Honda           |
| 2008 | Andrew Pitt           | Honda CBR 600 RR       | Honda           |
| 2009 | Cal Crutchlow         | Yamaha YZF-R 6         | Honda           |
| 2010 | Kenan Sofuoğlu        | Honda CBR 600 RR       | Honda           |
| 2011 | Chaz Davies           | Yamaha YZF-R 6         | Yamaha          |
| 2012 | Kenan Sofuoğlu        | Kawasaki Ninja ZX-6R   | Kawasaki        |
| 2013 | Sam Lowes             | Yamaha YZF-R 6         | Kawasaki        |
| 2014 | Michael van der Mark  | Honda CBR 600 RR       | Honda           |
| 2015 | Kenan Sofuoğlu        | Kawasaki Ninja ZX-6R   | Kawasaki        |
| 2016 | Kenan Sofuoğlu        | Kawasaki Ninja ZX-6R   | Kawasaki        |
| 2017 | Lucas Mahias          | Yamaha YZF-R 6         | Yamaha          |
| 2018 | Sandro Cortese        | Yamaha YZF-R 6         | Yamaha          |
| 2019 | Randy Krummenacher    | Yamaha YZF-R 6         | Yamaha          |
| 2020 | Andrea Locatelli      | Yamaha YZF-R 6         | Yamaha          |
| 2021 | Dominique Aegerter    | Yamaha YZF-R 6         | Yamaha          |
| 2022 | Dominique Aegerter    | Yamaha YZF-R 6         | Yamaha          |
| 2023 | Nicolò Bulega         | Ducati Panigale 955 V2 | Ducati          |
| 2024 | Adrián Huertas        | Ducati Panigale 955 V2 | Ducati          |

## Unfälle
Am 21. Juli 2013 kam es während des WM-Laufes auf dem Moscow Raceway in Russland zu einem schweren Unfall mit dem Italiener Andrea Antonelli, der sich dabei kritische Verletzungen zuzog. Das Rennen wurde abgebrochen und der Fahrer wurde sofort in die Ambulanz gebracht, wo das medizinische Personal versuchte, ihn zu reanimieren. Trotz aller Anstrengungen erlag Antonelli wenig später seinen Verletzungen.

## Rekorde

### Rekorde nach Fahrern
Fahrer, die in der Saison 2025 bei einem Team unter Vertrag stehen, sind grün hinterlegt.

#### Weltmeister-Titel
| Platz | Fahrer                | Titel | Jahre                        |
| ----- | --------------------- | ----- | ---------------------------- |
| 1     | Kenan Sofuoğlu        | 5     | 2007, 2010, 2012, 2015, 2016 |
| 2     | Sébastien Charpentier | 2     | 2005, 2006                   |
|       | Andrew Pitt           | 2     | 2001, 2008                   |
|       | Dominique Aegerter    | 2     | 2021, 2022                   |
| 4     | Paolo Casoli          | 1     | 1997                         |
|       | Fabrizio Pirovano     | 1     | 1998                         |
|       | Stéphane Chambon      | 1     | 1999                         |
|       | Jörg Teuchert         | 1     | 2000                         |
|       | Fabien Foret          | 1     | 2002                         |
|       | Chris Vermeulen       | 1     | 2003                         |
|       | Karl Muggeridge       | 1     | 2004                         |
|       | Cal Crutchlow         | 1     | 2009                         |
|       | Chaz Davies           | 1     | 2011                         |
|       | Sam Lowes             | 1     | 2013                         |
|       | Michael van der Mark  | 1     | 2014                         |
|       | Lucas Mahias          | 1     | 2017                         |
|       | Sandro Cortese        | 1     | 2018                         |
|       | Randy Krummenacher    | 1     | 2019                         |
|       | Andrea Locatelli      | 1     | 2020                         |
|       | Nicolò Bulega         | 1     | 2023                         |
|       | Adrián Huertas        | 1     | 2024                         |

#### Siege
| Platz | Fahrer                | Siege |
| ----- | --------------------- | ----- |
| 1     | Kenan Sofuoğlu        | 43    |
| 2     | Dominique Aegerter    | 27    |
| 3     | Jules Cluzel          | 24    |
| 4     | Fabien Foret          | 16    |
|       | Nicolò Bulega         | 16    |
| 6     | Sébastien Charpentier | 13    |
| 7     | Eugene Laverty        | 12    |
|       | Andrea Locatelli      | 12    |
| 9     | Paolo Casoli          | 11    |
|       | Karl Muggeridge       | 11    |

#### Pole-Positions
Seit der Supersport-WM-Saison 2020 werden pro Wochenende zwei Läufe ausgetragen. Die Pole-Position aus der Superpole zählt für beide Läufe.
| Platz | Fahrer                | Poles |
| ----- | --------------------- | ----- |
| 1     | Kenan Sofuoğlu        | 34    |
| 2     | Sébastien Charpentier | 22    |
|       | Jules Cluzel          | 22    |
| 4     | Broc Parkes           | 17    |
| 5     | Fabien Foret          | 14    |
| 6     | Nicolò Bulega         | 13    |
|       | Sam Lowes             | 13    |
| 8     | Federico Caricasulo   | 12    |
|       | Paolo Casoli          | 12    |
| 10    | Dominique Aegerter    | 11    |
|       | Karl Muggeridge       | 11    |

#### Schnellste Rennrunden
| Platz | Fahrer                | SR |
| ----- | --------------------- | -- |
| 1     | Kenan Sofuoğlu        | 30 |
| 2     | Dominique Aegerter    | 20 |
| 3     | Jules Cluzel          | 17 |
| 4     | Fabien Foret          | 16 |
|       | Broc Parkes           | 16 |
|       | Nicolò Bulega         | 16 |
| 7     | Sébastien Charpentier | 15 |
| 8     | Andrea Locatelli      | 11 |
|       | Stefano Manzi         | 11 |
| 10    | Cal Crutchlow         | 9  |
|       | Sam Lowes             | 9  |

#### WM-Punkte
| Platz | Fahrer              | Punkte |
| ----- | ------------------- | ------ |
| 1     | Kenan Sofuoğlu      | 2.017  |
| 2     | Jules Cluzel        | 1.764  |
| 3     | Fabien Foret        | 1.475  |
| 4     | Federico Caricasulo | 1.378  |
| 5     | Stéphane Chambon    | 1.066  |
| 6     | Lucas Mahias        | 1.028  |
| 7     | Raffaele De Rosa    | 937    |
| 8     | Dominique Aegerter  | 915    |
| 9     | Broc Parkes         | 885    |
| 10    | Katsuaki Fujiwara   | 874    |

#### Podestplätze
| Platz | Fahrer              | Podien |
| ----- | ------------------- | ------ |
| 1     | Kenan Sofuoğlu      | 84     |
| 2     | Jules Cluzel        | 63     |
| 3     | Fabien Foret        | 44     |
| 4     | Federico Caricasulo | 37     |
| 5     | Eugene Lavery       | 35     |
| 6     | Dominique Aegerter  | 34     |
| 7     | Broc Parkes         | 32     |
| 8     | Nicolò Bulega       | 30     |
|       | Lucas Mahias        | 30     |
| 10    | Stéphane Chambon    | 29     |

#### Starts
Gezählt werden alle Rennen, an denen der betreffende Fahrer tatsächlich teilgenommen hat. Ist er zum Beispiel in der Einführungsrunde (also vor dem eigentlichen Start des Rennens) ausgefallen, wird dies nicht als Renn-Teilnahme gewertet. Als gestartet gilt jedoch, wer mindestens den ersten Startversuch des Rennens aufgenommen hat.
Seit dem zweiten Saisonwochenende 2020 finden pro Wochenende zwei Rennen statt.
| Platz | Fahrer              | GP  |
| ----- | ------------------- | --- |
| 1     | Raffaele De Rosa    | 169 |
| 2     | Fabien Foret        | 151 |
| 3     | Federico Caricasulo | 150 |
| 4     | Jules Cluzel        | 134 |
| 5     | Kenan Sofuoğlu      | 123 |
| 6     | Niki Tuuli          | 119 |
| 7     | Katsuaki Fujiwara   | 114 |
| 8     | Massimo Roccoli     | 113 |
| 9     | Can Öncü            | 110 |
| 10    | Lucas Mahias        | 106 |

#### Siege in einer Saison
| Platz | Fahrer                | Siege | Jahr/e (Saisonrennen) |
| ----- | --------------------- | ----- | --------------------- |
| 1     | Dominique Aegerter    | 17    | 2022 (24)             |
| 2     | Nicolò Bulega         | 16    | 2023 (24)             |
| 3     | Andrea Locatelli      | 12    | 2020 (15)             |
| 4     | Dominique Aegerter    | 10    | 2021 (23)             |
|       | Adrián Huertas        | 10    | 2024 (24)             |
| 6     | Eugene Laverty        | 8     | 2010 (14)             |
|       | Kenan Sofuoğlu        | 8     | 2007 (13)             |
| 7     | Yari Montella         | 7     | 2024 (24)             |
|       | Karl Muggeridge       | 7     | 2004 (10)             |
| 9     | Sébastien Charpentier | 6     | 2005 (12), 2006 (12)  |
|       | Chaz Davies           | 6     | 2011 (12)             |
|       | Sam Lowes             | 6     | 2013 (12)             |
|       | Kenan Sofuoğlu        | 6     | 2016 (12)             |

#### Pole-Positions in einer Saison
| Platz | Fahrer                | Poles | Jahr/e (Rennwochenenden) |
| ----- | --------------------- | ----- | ------------------------ |
| 1     | Nicolò Bulega         | 10    | 2023 (12)                |
|       | Sébastien Charpentier | 10    | 2005 (12)                |
|       | Cal Crutchlow         | 10    | 2009 (14)                |
| 4     | Sam Lowes             | 9     | 2013 (13)                |
| 5     | Sébastien Charpentier | 8     | 2006 (10)                |
|       | Karl Muggeridge       | 8     | 2004 (10)                |
| 7     | Dominique Aegerter    | 7     | 2021 (12)                |
|       | Adrián Huertas        | 7     | 2024 (12)                |
|       | Andrea Locatelli      | 7     | 2020 (8)                 |
|       | Broc Parkes           | 7     | 2008 (13)                |
|       | Kenan Sofuoğlu        | 7     | 2015 (12)                |

#### Schnellste Rennrunden in einer Saison
| Platz | Fahrer                | SR | Jahr/e (Saisonrennen) |
| ----- | --------------------- | -- | --------------------- |
| 1     | Dominique Aegerter    | 12 | 2022 (24)             |
| 2     | Nicolò Bulega         | 11 | 2023 (24)             |
|       | Andrea Locatelli      | 11 | 2020 (15)             |
| 4     | Cal Crutchlow         | 9  | 2009 (14)             |
| 5     | Dominique Aegerter    | 8  | 2021 (23)             |
|       | Sébastien Charpentier | 8  | 2005 (12)             |
| 7     | Sandro Cortese        | 7  | 2018 (12)             |
|       | Adrián Huertas        | 7  | 2024 (24)             |
|       | Sam Lowes             | 7  | 2013 (13)             |
| 9     | Jules Cluzel          | 6  | 2015 (12)             |
|       | Kenan Sofuoğlu        | 6  | 2007 (13)             |

#### Weitere Rekorde
| Rekord                                                   | Details                          | Fahrer                                                                                      |
| WELTMEISTERSCHAFTEN                                      | WELTMEISTERSCHAFTEN              | WELTMEISTERSCHAFTEN                                                                         |
| -------------------------------------------------------- | -------------------------------- | ------------------------------------------------------------------------------------------- |
| Schnellste WM-Entscheidung                               | nach 11 von 15 Rennen (73,33 %)  | Andrea Locatelli (2020)                                                                     |
| Größter Punkte-Vorsprung des Weltmeisters                | 143 Punkte                       | Kenan Sofuoğlu auf Broc Parkes (2007)                                                       |
| Kleinster Punkte-Vorsprung des Weltmeisters              | 2 Punkte                         | Andrew Pitt auf Paolo Casoli (2001)                                                         |
| Der jüngste Weltmeister                                  | mit 21 Jahren und 100 Tagen      | Chris Vermeulen (2003)                                                                      |
| Der älteste Weltmeister                                  | mit 38 Jahren und 210 Tagen      | Fabrizio Pirovano (1998)                                                                    |
| Die meisten Weltmeistertitel in Folge                    | 2                                | Sébastien Charpentier (2005–2006) Kenan Sofuoğlu (2015–2016) Dominique Aegerter (2021–2022) |
| SIEGE                                                    |                                  |                                                                                             |
| Die beste Sieg-Quote                                     | 80 % (12 Siege in 15 Rennen)     | Andrea Locatelli                                                                            |
| Der jüngste Rennsieger                                   | mit 17 Jahren und 325 Tagen      | Andy Verdoïa, Aragón 2020 (Wochenende 2) (Rennen 1)                                         |
| Der älteste Rennsieger                                   | mit 40 Jahren und 75 Tagen       | Fabien Foret, Aragón 2013                                                                   |
| Die meisten Siege in Folge (absolut)                     | 9                                | Andrea Locatelli (2020) Dominique Aegerter (2022)                                           |
| Die meisten Siege in Folge (in einer Saison)             | 9                                | Andrea Locatelli (2020) Dominique Aegerter (2022)                                           |
| Der längste zeitliche Abstand zwischen zwei Siegen       | 1868 Tage                        | Niki Tuuli (Magny-Cours 2017 – Mandalika (Rennen 1) 2022)                                   |
| Die meisten Rennen zwischen zwei Siegen                  | 55 Rennen                        | Federico Caricasulo (Portimão 2019 – Mandalika (Rennen 2) 2023)                             |
| Die längste Distanz zwischen erstem und letztem Sieg     | 4242 Tage, 123 Rennen            | Fabien Foret (Oschersleben 2001 – Aragón 2013)                                              |
| Die meisten Starts bis zum ersten Sieg                   | 90                               | Raffaele De Rosa                                                                            |
| Die meisten Doppelsiege von Teamkollegen                 | 5                                | Randy Krummenacher und Federico Caricasulo                                                  |
| Die meisten Doppelsiege von Teamkollegen in einer Saison | 5                                | Randy Krummenacher und Federico Caricasulo (2019)                                           |
| STARTPLÄTZE                                              |                                  |                                                                                             |
| Jüngster Fahrer auf der Pole-Position                    | mit 19 Jahren und 327 Tagen      | Chris Vermeulen, Monza 2002                                                                 |
| Ältester Fahrer auf der Pole-Position                    | mit 40 Jahren und 278 Tagen      | Kevin Curtain, Losail 2007                                                                  |
| Die meisten Pole-Positions in Folge (absolut)            | 6                                | Karl Muggeridge (2004) Andrea Locatelli (2020)                                              |
| Die meisten Pole-Positions in Folge (in einer Saison)    | 6                                | Karl Muggeridge (2004) Andrea Locatelli (2020)                                              |
| PODESTPLÄTZE                                             |                                  |                                                                                             |
| Die beste Podest-Quote                                   | 86,66 % (13 Podien in 15 Rennen) | Andrea Locatelli                                                                            |
| Die meisten Podestplatzierungen ohne Sieg                | 12                               | Marcel Schrötter Philipp Öttl                                                               |
| Die meisten Podestplatzierungen ohne Sieg in Folge       | 15                               | Raffaele De Rosa von 2012 bis 2021                                                          |
| Die meisten zweiten Plätze                               | 27                               | Kenan Sofuoğlu                                                                              |
| Die meisten dritten Plätze                               | 16                               | Fabien Foret                                                                                |
| Der jüngste Fahrer auf dem Podium                        | mit 17 Jahren und 325 Tagen      | Andy Verdoïa, Barcelona 2020 (Rennen 1)                                                     |
| Der älteste Fahrer auf dem Podium                        | mit 40 Jahren und 278 Tagen      | Kevin Curtain, Losail 2007                                                                  |
| PUNKTERÄNGE                                              |                                  |                                                                                             |
| Die meisten Punkteplatzierungen in einer Saison          | 23 in 24 Rennen                  | Stefano Manzi (2023)                                                                        |
| Jüngster Fahrer in den Punkten                           | mit 16 Jahren und 219 Tagen      | Can Öncü, Phillip Island 2020                                                               |
| Ältester Fahrer in den Punkten                           | mit 45 Jahren und 290 Tagen      | Paweł Szkopek, Aragón 2021 (Rennen 2)                                                       |
| Die meisten Rennteilnahmen, ohne WM-Punkte zu erzielen   | 34                               | Yves Polzer Eduard Blokhin                                                                  |
| ZIELANKÜNFTE                                             |                                  |                                                                                             |
| Die meisten Zielankünfte in einer Saison                 | 23 in 24 Rennen                  | Nicolò Bulega Stefano Manzi (2023)                                                          |
| Die meisten Zielankünfte ununterbrochen seit dem Debüt   | 25                               | Manuel González (2020—2021)                                                                 |
| RENN-TEILNAHMEN                                          |                                  |                                                                                             |
| Die meisten Saisonteilnahmen                             | 15                               | Fabien Foret (1999–2013)                                                                    |
| Die meisten Rennteilnahmen ohne Sieg                     | 98                               | Federico Fuligni (Beste Platzierung: 7)                                                     |

### Rekorde nach Nationen

#### Weltmeistertitel
| Platz | Nation         | Titel | Jahre                        |
| ----- | -------------- | ----- | ---------------------------- |
| 1     | Türkei         | 5     | 2007, 2010, 2012, 2015, 2016 |
| 2     | Australien     | 4     | 2001, 2003, 2004, 2008       |
|       | Frankreich     | 4     | 2002, 2005, 2006             |
|       | Italien        | 4     | 1997, 1998, 2020, 2023       |
| 5     | Großbritannien | 3     | 2009, 2011, 2013             |
|       | Schweiz        | 3     | 2019, 2021, 2022             |
| 7     | Deutschland    | 2     | 2000, 2018                   |
| 8     | Niederlande    | 1     | 2014                         |

#### Siege
| Platz | Nation         | Siege |
| ----- | -------------- | ----- |
| 1     | Italien        | 79    |
| 2     | Frankreich     | 72    |
| 3     | Türkei         | 45    |
| 4     | Großbritannien | 37    |
| 5     | Australien     | 36    |
| 6     | Schweiz        | 17    |
| 7     | Irland         | 12    |
| 8     | Deutschland    | 11    |
| 9     | Niederlande    | 9     |
| 10    | Spanien        | 8     |

#### Podestplätze
| Platz | Nation         | Siege |
| ----- | -------------- | ----- |
| 1     | Frankreich     | 185   |
| 2     | Australien     | 125   |
|       | Italien        | 125   |
| 4     | Großbritannien | 103   |
| 5     | Türkei         | 84    |
| 6     | Spanien        | 45    |
| 7     | Irland         | 36    |
| 8     | Deutschland    | 35    |
| 9     | Niederlande    | 28    |
| 10    | Schweiz        | 23    |

## Medienpräsenz
Die Supersport-Weltmeisterschaft wird seit 2010 im Fernsehen bei Eurosport und Eurosport 2 übertragen. Kommentator ist Lenz Leberkern, als Experten waren u. a. Dirk Raudies, Alex Hofmann und Stefan Nebel tätig.
Bis 2009 wurden die Rennen über die offizielle Internetpräsenz der Supersport-WM per Livestream frei empfangbar angeboten.